# 景泰苑

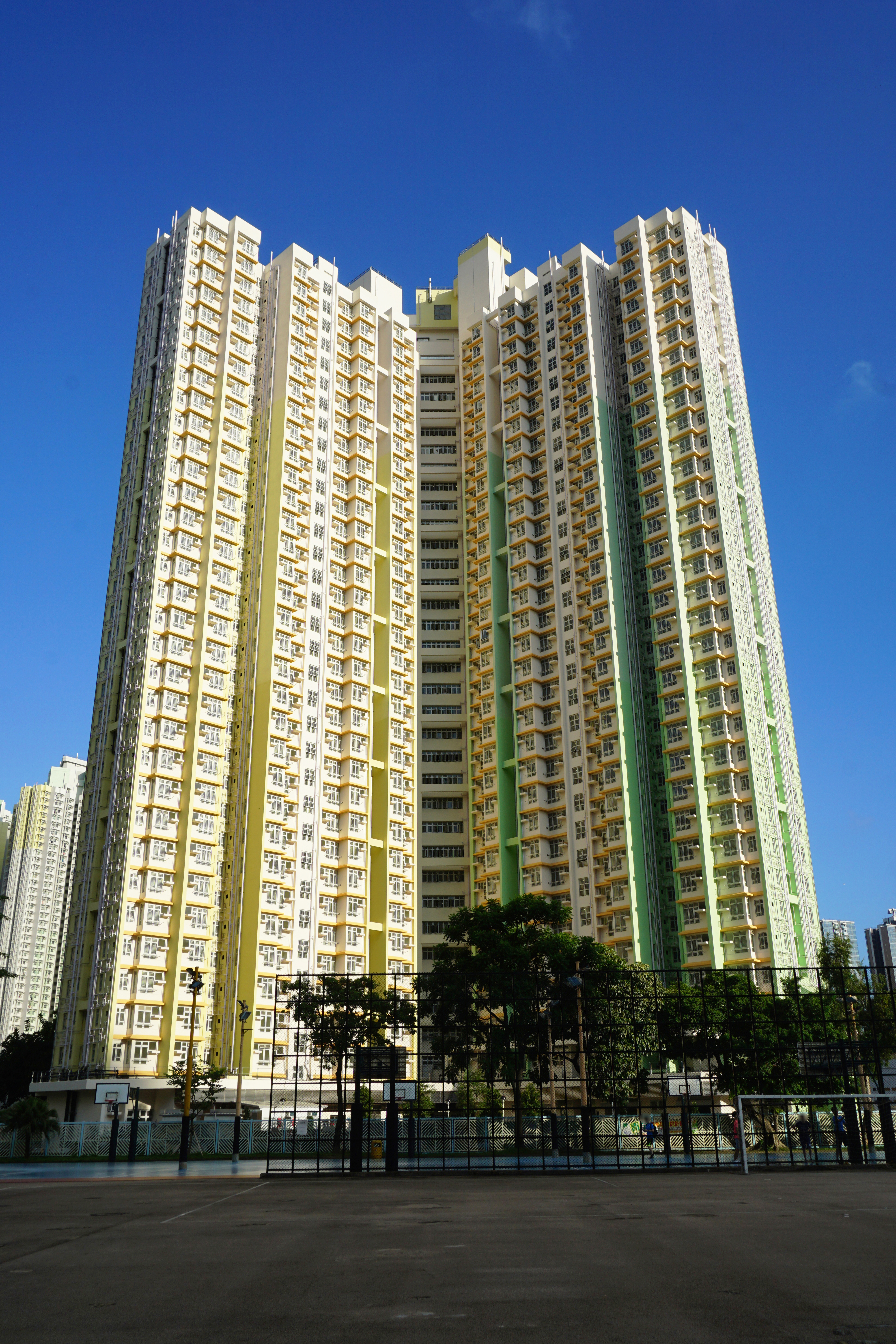
從東啟德遊樂場望景泰苑

景泰苑（英語：King Tai Court）是位於香港九龍黃大仙區新蒲崗一個綠表置居計劃屋苑，亦是首個綠表置居先導計劃試點，項目編號為WT01。景泰苑由房委會於2015年發展，原址前身為房屋署新蒲崗工廠大廈第五及六座，鄰近采頤花園，在鑽石山站至啟德站的中間，屋苑名稱依據附近的景泰街而命名。景泰苑為單幢式屋苑，樓高32層，由房屋署總建築師負責建築設計，由瑞安承建有限公司承建，於2017年6月底落成。
屋苑於2016年10月13日接受申請，以市價6折發售。房委會於12月8日為物業進行攪珠，決定申請人選擇單位的次序，並安排申請者在2017年1月12日選擇單位。大廈樓高34層（包括地下及天台），合共提供857個住宅單位，間隔由實用192平方呎開放式至494平方呎兩房兩廳。而臨近太子道東的單位（約佔六成）會裝設雙層玻璃窗以減低噪音，是香港首個設有「減音窗」的公營房屋。

## 屋苑資料

### 樓宇
大廈樓高34層（包括地下及天台），合共提供857個住宅單位，間隔由實用192平方呎開放式至494平方呎兩房兩廳。而臨近太子道東的單位（約佔六成）會裝設雙層玻璃窗以減低嘈音，是香港首個設有「減音窗」的公營房屋。
| 樓宇名稱 | 樓宇類型                        | 落成年份 | 樓宇層數 （住宅層數） | 每層伙數                                     | 單位數目（伙） | 建築師         | 承建商           | 提供升降機的廠商 |
| -------- | ------------------------------- | -------- | --------------------- | -------------------------------------------- | -------------- | -------------- | ---------------- | ---------------- |
| 景泰苑   | 非標準設計大廈 （十字長型設計） | 2017年   | 34（1-32樓）          | 10（1樓） 19（2樓） 26（3-8樓） 28（9-32樓） | 857            | 房屋署總建築師 | 瑞安承建有限公司 | 富士達           |

### 設施

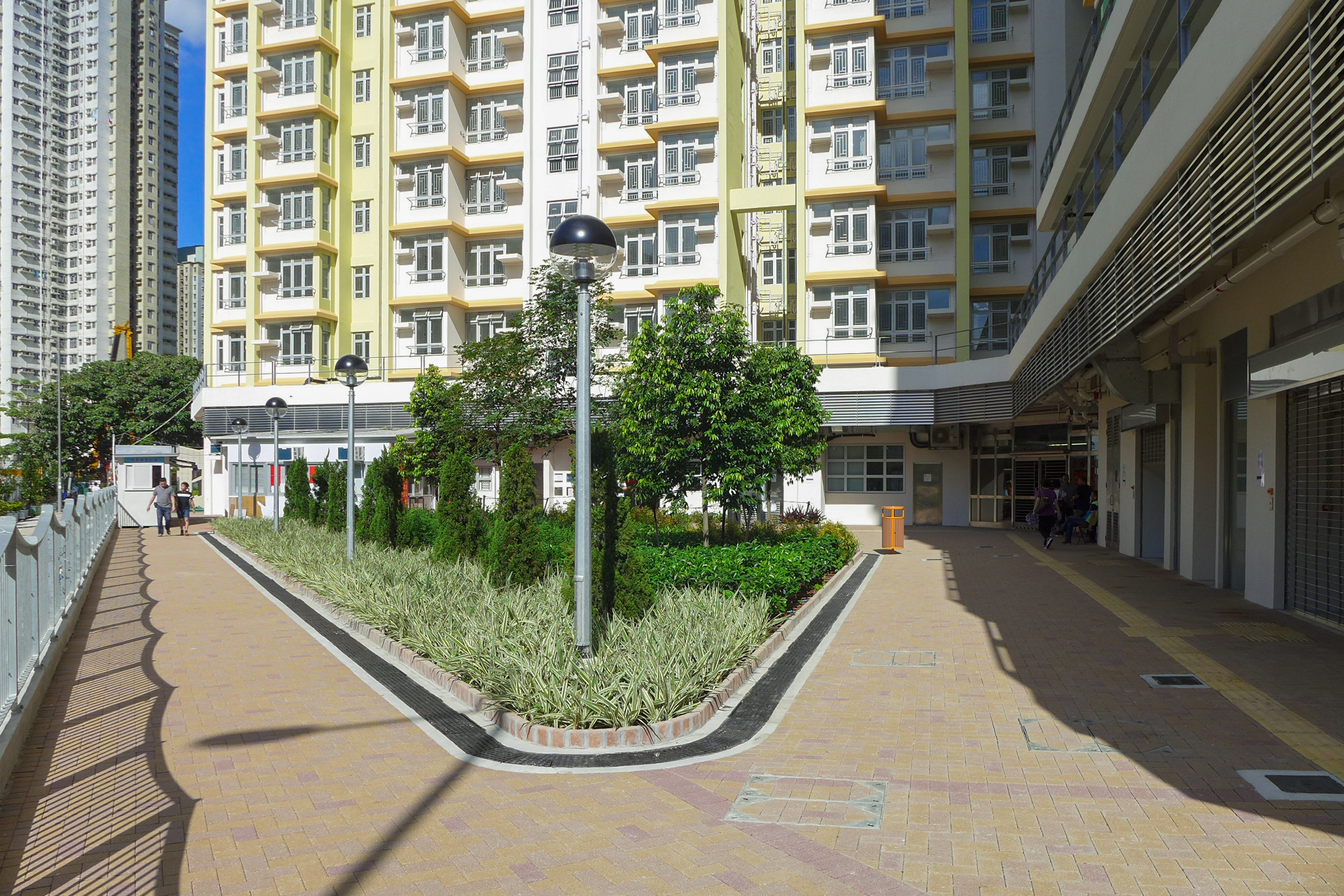
入口園林

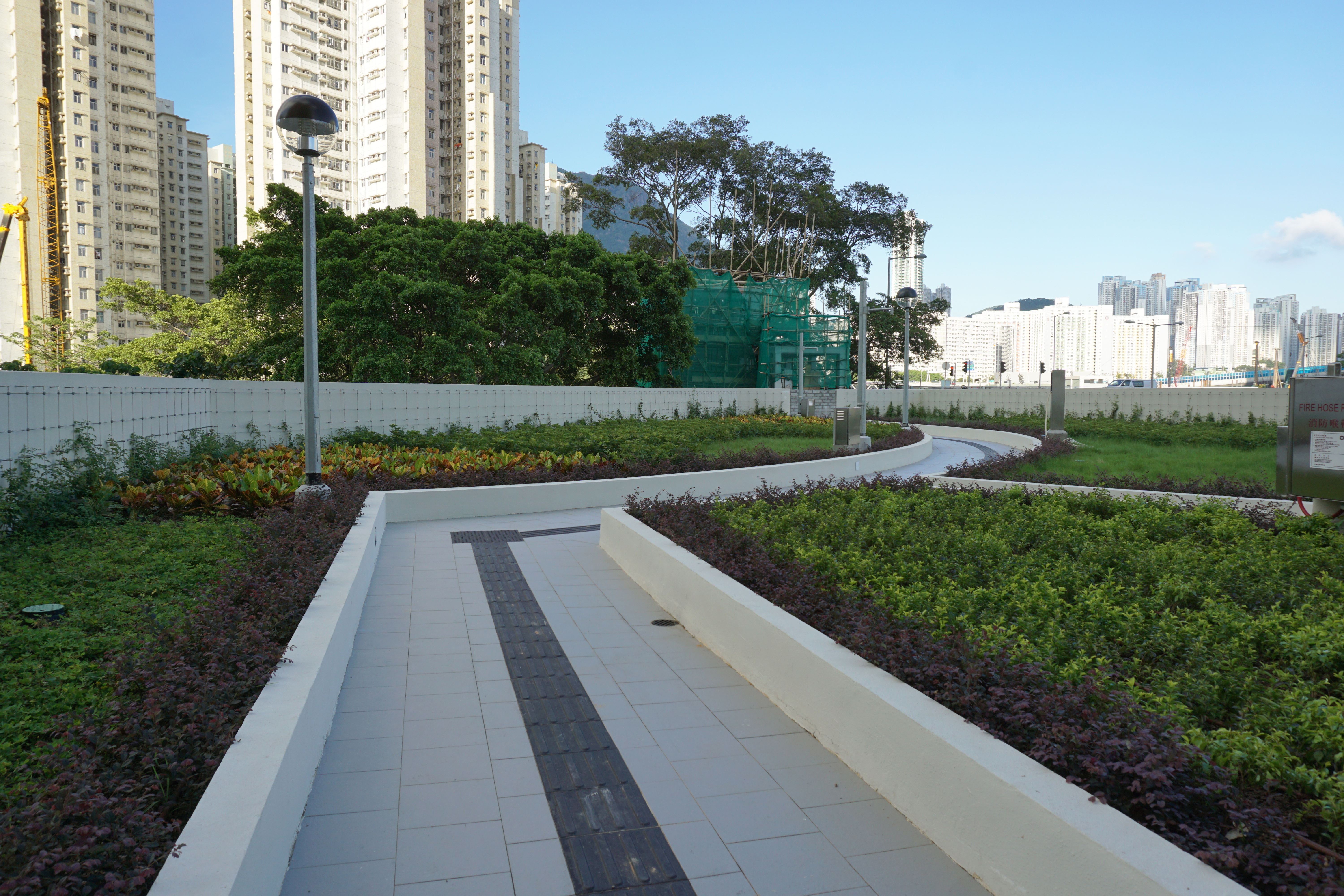
1樓平台花園

屋苑地下設戶外休憩設施、兒童遊樂場、私營補習社和停車場（包括私家車20個、輕型貨車2個、電單車8個）。1樓C翼部份設樂融軒弱智人士輔助宿舍及住客專用休憩平台。
另外，本屋苑亦附設渠務署污水泵房，以及通往啟德發展區的行人天橋接口。

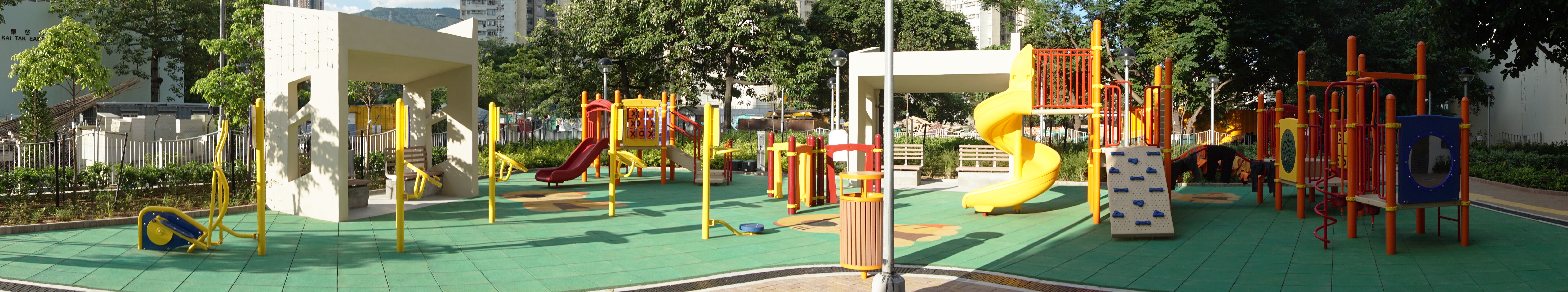
健體區、兒童遊樂場及休憩區

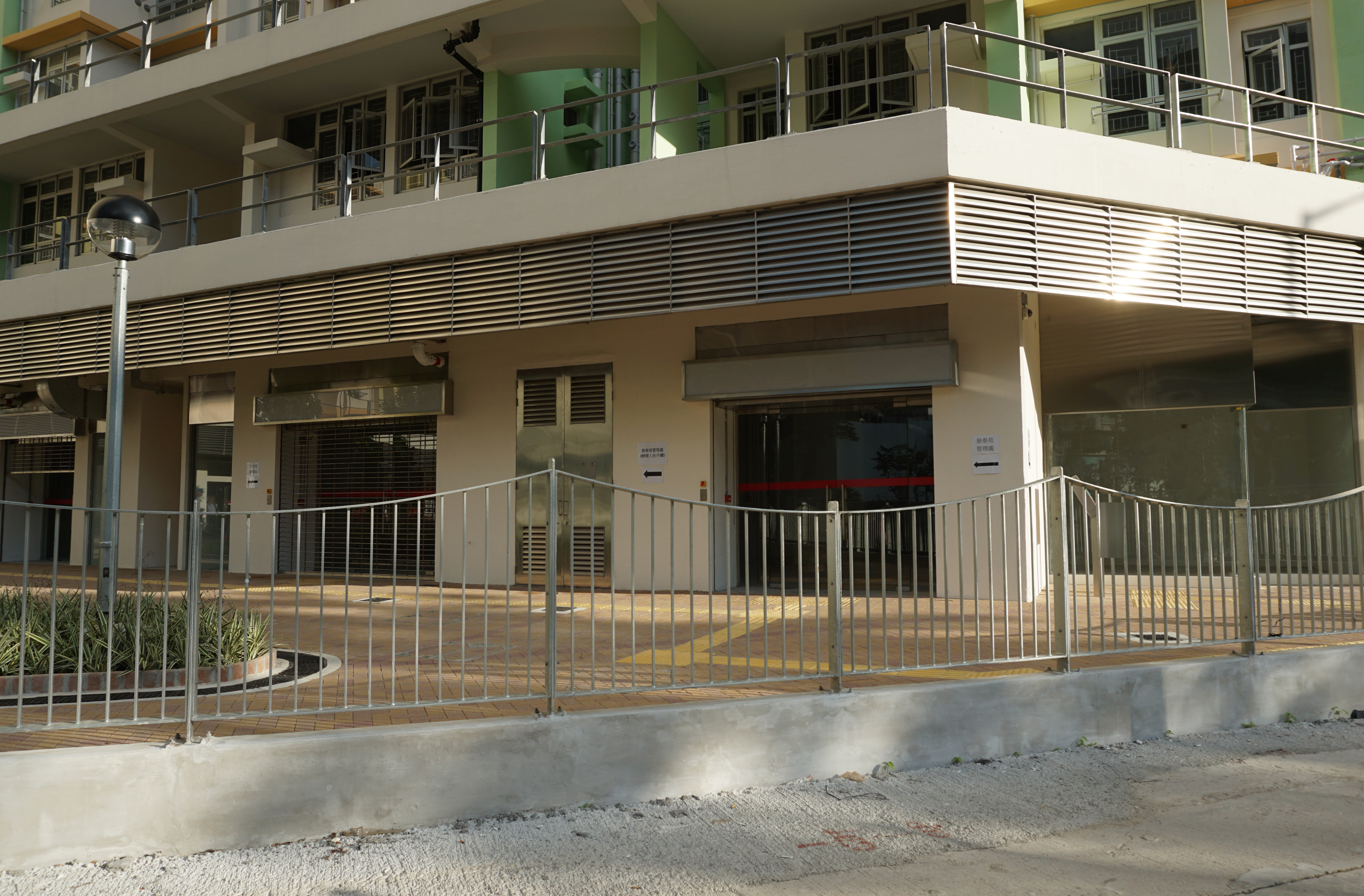
商舖於入伙初期尚未開業
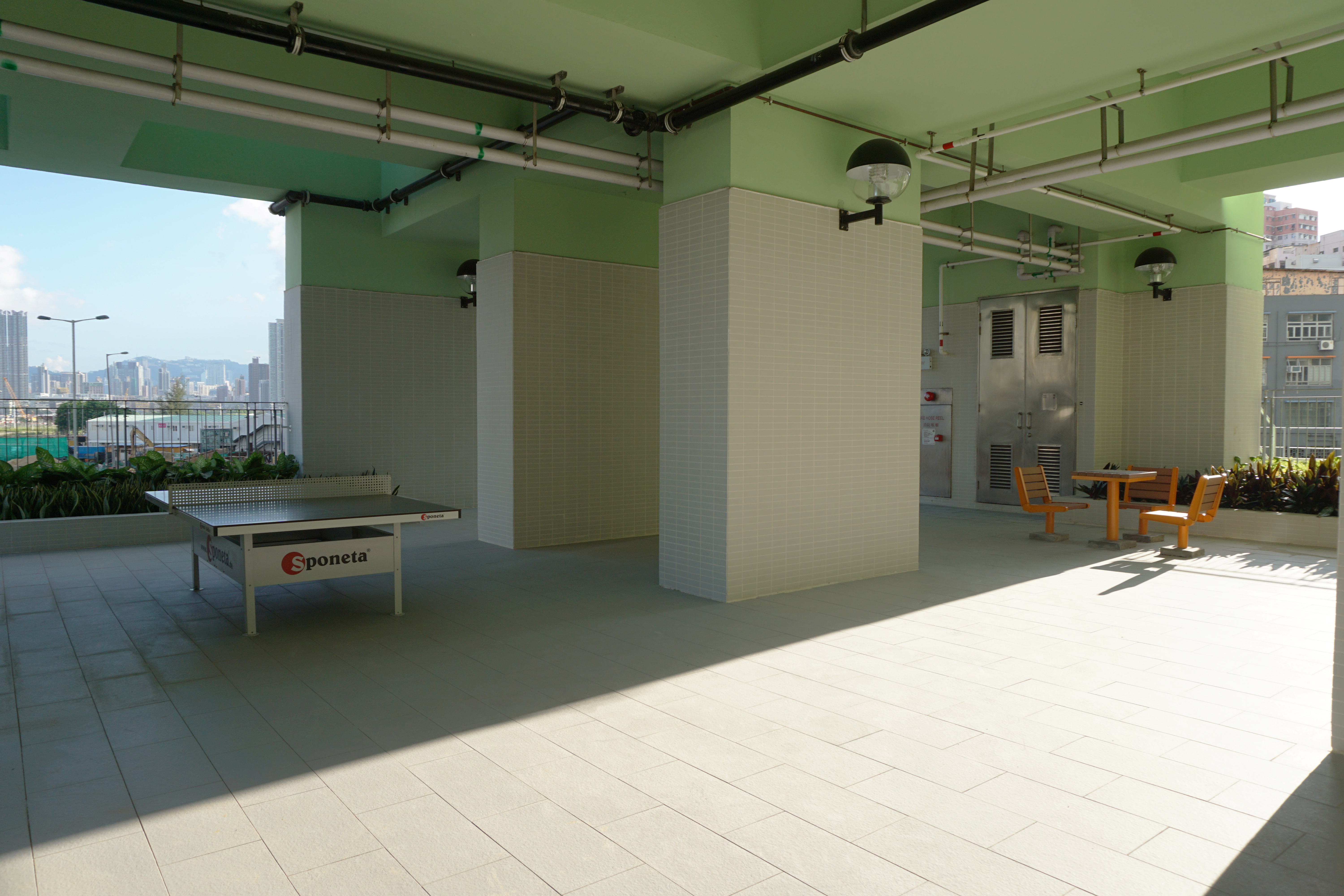
1樓平台乒乓球檯及棋藝區
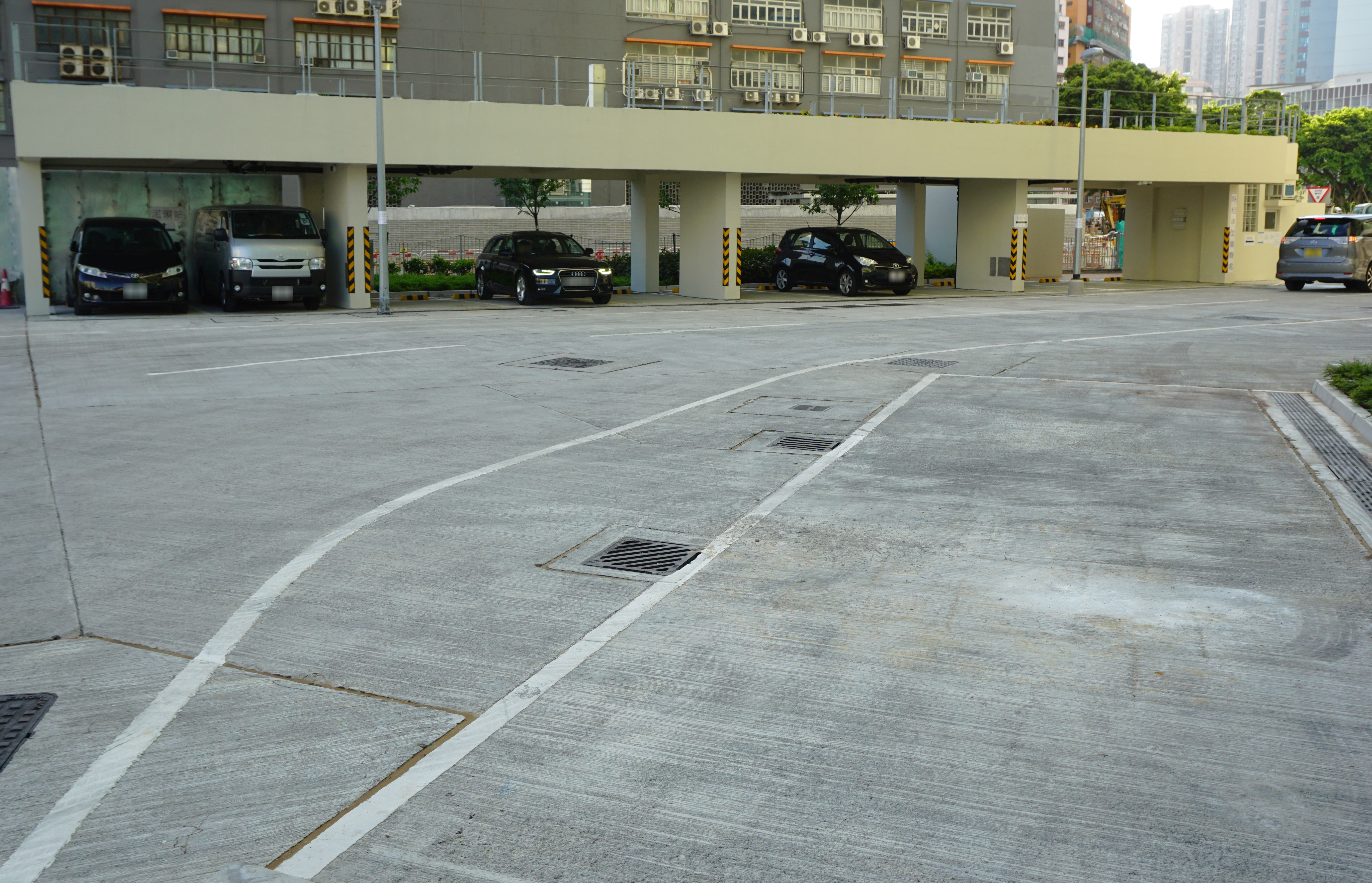
停車場
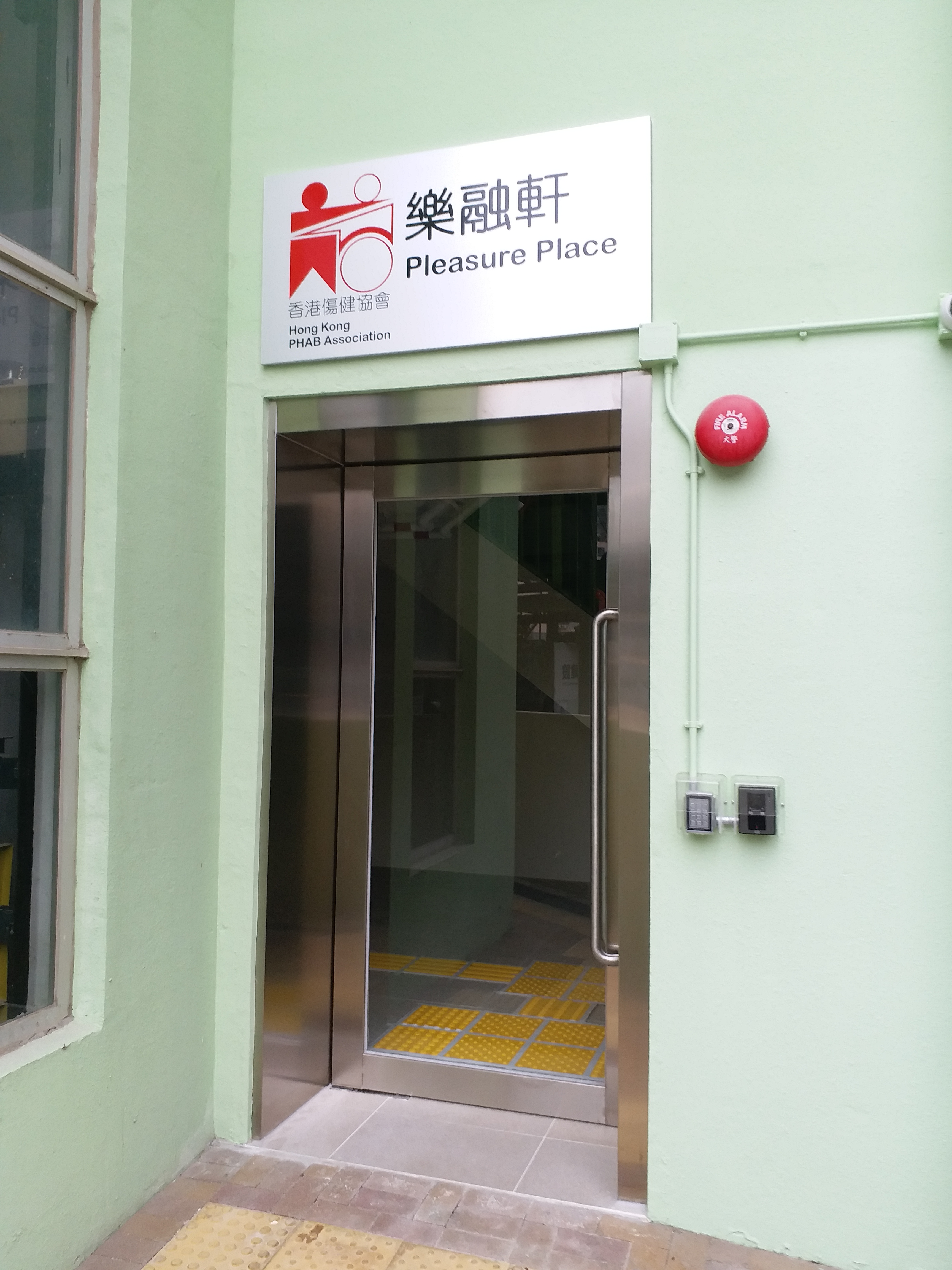
樂融軒

### 定價
綠置居以市價6折發售，定價是參考2016年7月份附近20多個私人屋苑及居屋而定價，呎價平均5,658元，最平單位售價為94萬，而最貴單位售價則為298萬。不過價單內只得3個單位售價低於100萬元，實用面積由194至196平方呎。
由於景泰苑位置理想、具吸引力，揀樓場面墟冚，經過4日揀樓已賣出249個單位。不過在揀樓後出現9宗撤銷買賣協議，即「撻訂」。

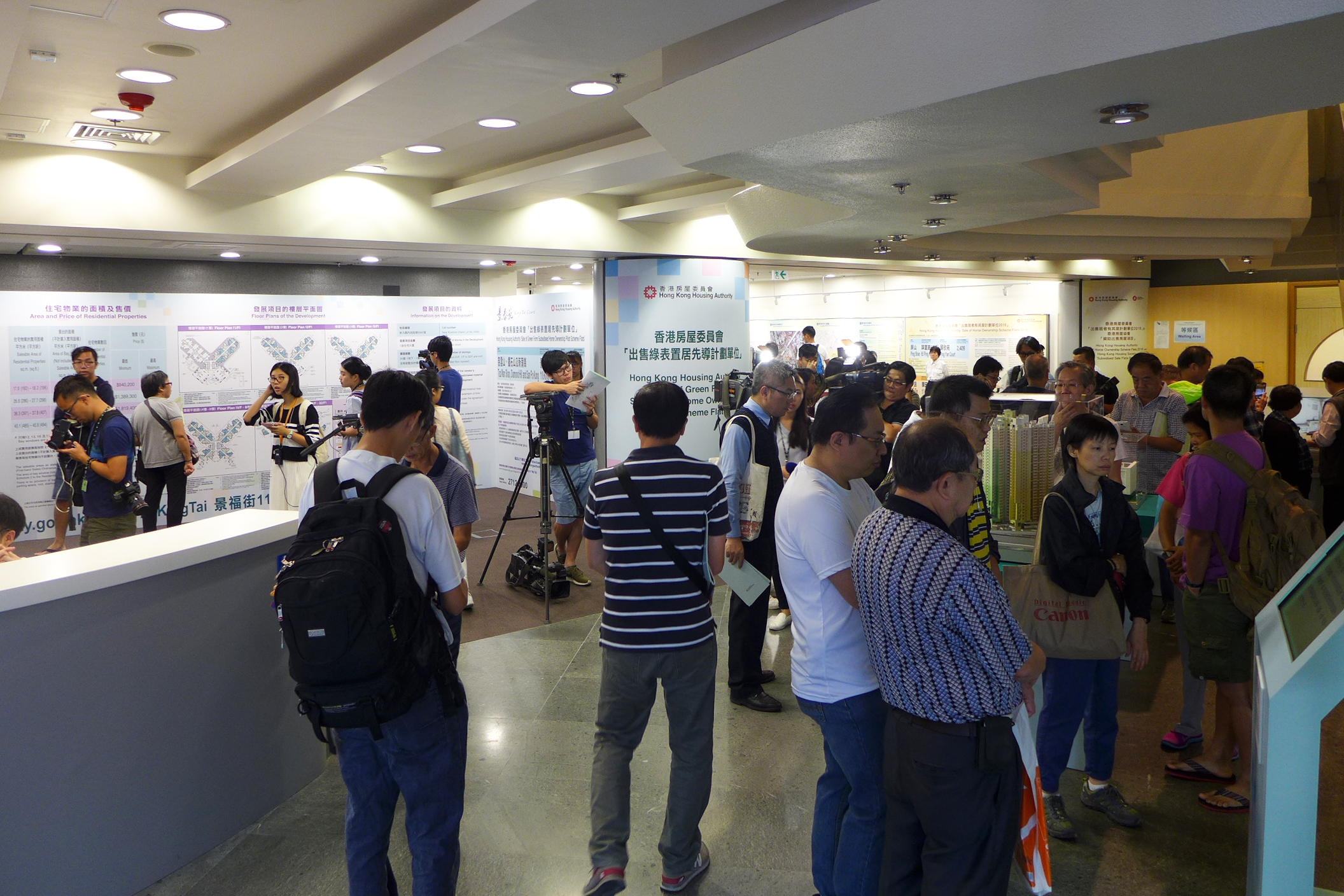
2016年10月13日，房委會首個「綠置居」項目景泰苑派發申請表，吸引大批市民到樂富客務中心參觀及領表
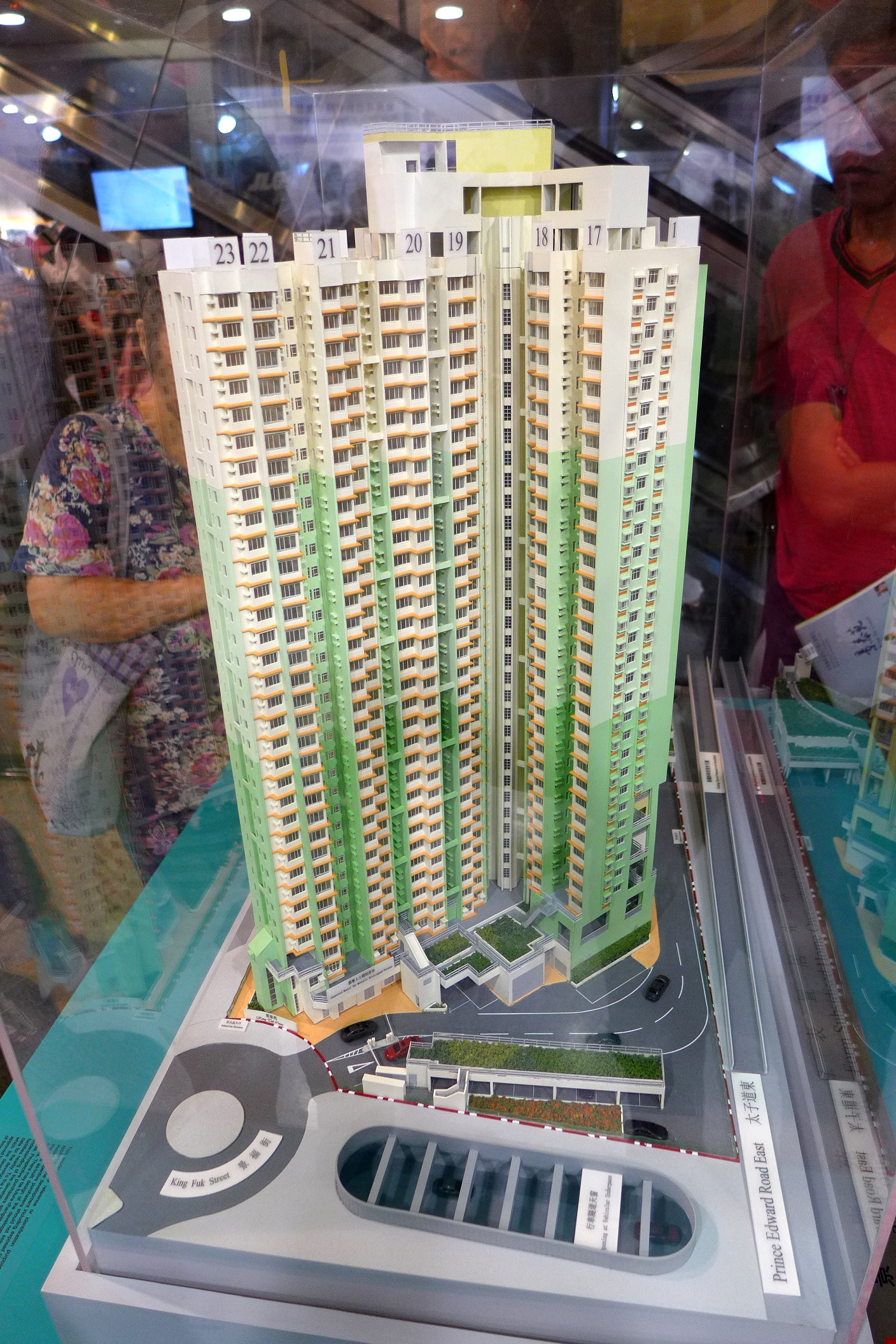
景泰苑模型

### 環保特點
此屋苑獲得香港環保建築協會之「綠建環評」（BEAM Plus，新建建築1.2 版）暫定鉑金級評級。屋苑具體的環保設計如下：
- 樓宇的佈局及形狀，都是因應微氣候和空氣流通研究所得的結果而設置，同時也優化自然採光，遮陽和空氣流動。
- 據房屋署稱設置於起居室的雙層減音窗有效阻隔太子道東的噪音[14]。不過業主認為阻礙通風，驗樓師發現根本不能有效阻隔噪音，只有隔塵功能[15]。
- 升降機大堂和走廊設置兩級光度調節器，使這些地方無須長期使用强光。
- 樓宇天台的雙水缸系統有助節約水源（同類設計亦在多個樓齡較新的公共屋邨及居屋大廈出現）。
- 屋苑綠化為所有低層建築提供綠化屋頂。

### 優點
- 交通便利，鄰近港鐵鑽石山站及啟德站，以及新蒲崗、彩虹及鑽石山等公共交通交匯處[16]，並靠近太子道東、觀塘繞道、彩虹道、龍翔道、大老山隧道等主要幹道，往返港九新界大部份地區均可一程車到達[17][18]。
- 周邊商場（包括Mikiki、新蒲崗廣場、越秀廣場、荷里活廣場等）、銀行、食肆及民生商舖林立[19]。
- 周邊沒有斜坡，無須負擔高昂維修斜坡成本[20]。
- 買家在一手購入時，屋苑已接近現樓發售，不像居屋屋苑設有數年樓花期才入伙[21]。
- 綠置居計劃中唯一一期可向白表第二市場（白居二）出售的屋苑。[22]。

### 缺點
- 部份單位面向太子道東，可能會飽受噪音滋擾。房屋署設置於起居室的雙層減音窗未能有效阻隔噪音，無法入眠，有部份業主在入伙裝修時已拆除減音窗[23]。
- 附近缺乏大型街市，前往大成街街市、牛池灣街市要步行約20分鐘。
- 部份單位可遠望到鑽石山金塔墳場[24]。
- 屋苑提供的單位面積太小，最大單位僅為實用494平方呎，佔244個，即單位總數的28%[25]（相等於出租公屋約407平方呎，出租公屋面積以室內樓面面積計算，即不包單位外牆），當中沒有三房單位。而最小的192至196呎單位（即出租公屋約150平方呎）佔125個，即單位總數的15%[25]，面積與市面私人住宅劏盤相似。出租公屋租戶有機會誤會由400呎出租公屋單位換景泰苑494呎單位是居住面積多了近100呎，實際上是面積相約。[原創研究？]
- 由於屋苑是單幢樓宇，所以管理費會較一般居屋高[26]，管理費每平方呎約1.5元，而且管理費加幅較非單幢居屋屋苑高。[27]

### 問題
景泰苑入伙後，驗樓師發現單位交樓質素欠佳，問題包括外牆飾面遍布小洞，引致牆身及天花滲水、洗手盆漏水、隔音窗隔音效果欠佳，不切實際。立法會房屋事務委員會委員柯創盛則批評單位手工質量欠佳，房署未有做好監督，令成效大打折扣。房屋署於2017年9月為大廈外牆作詳細及全面勘察，然後進行噴水測試，以確保外牆滲漏情況完全復修。

## 建築期間的圖片庫

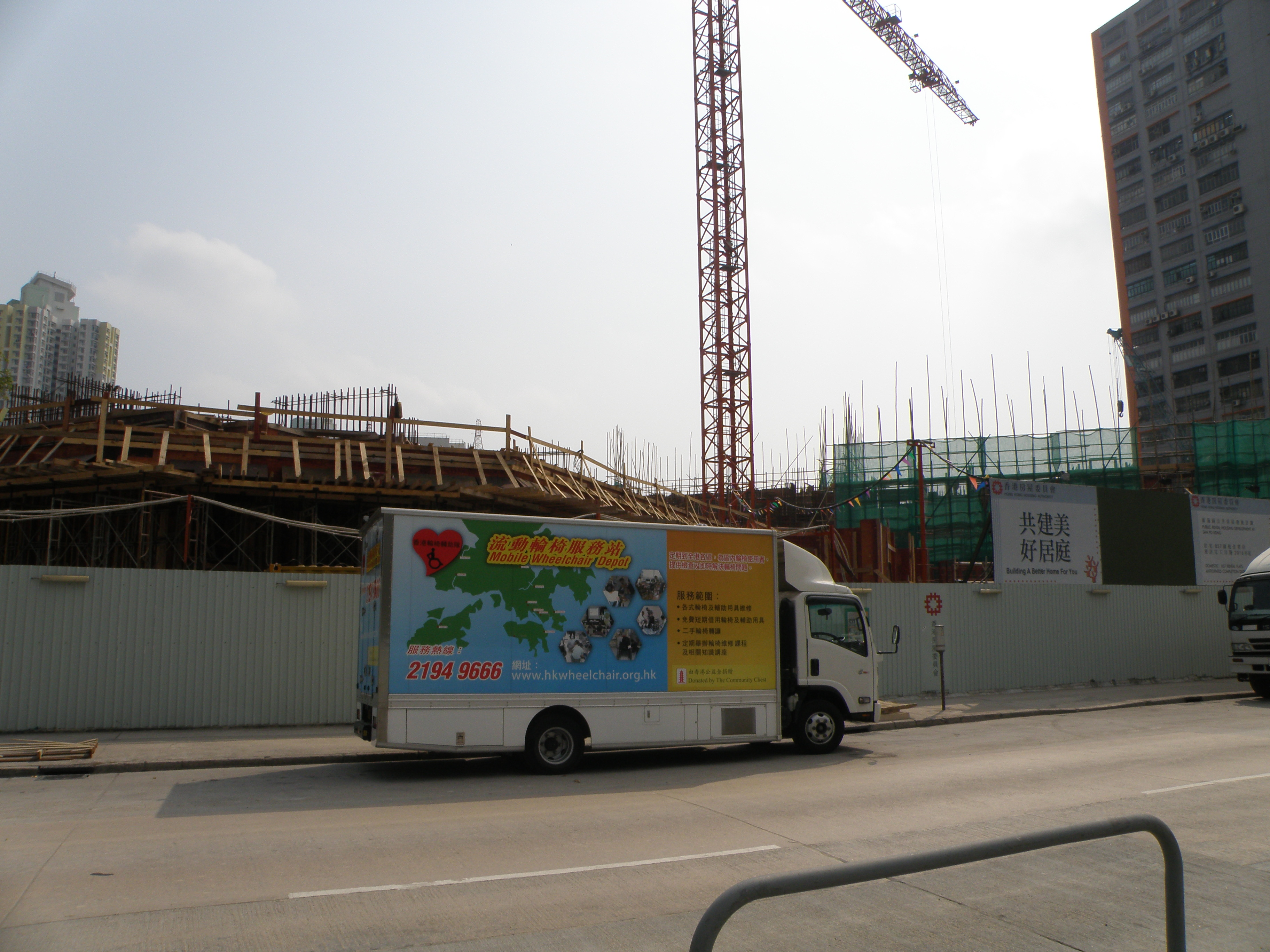
2015年2月
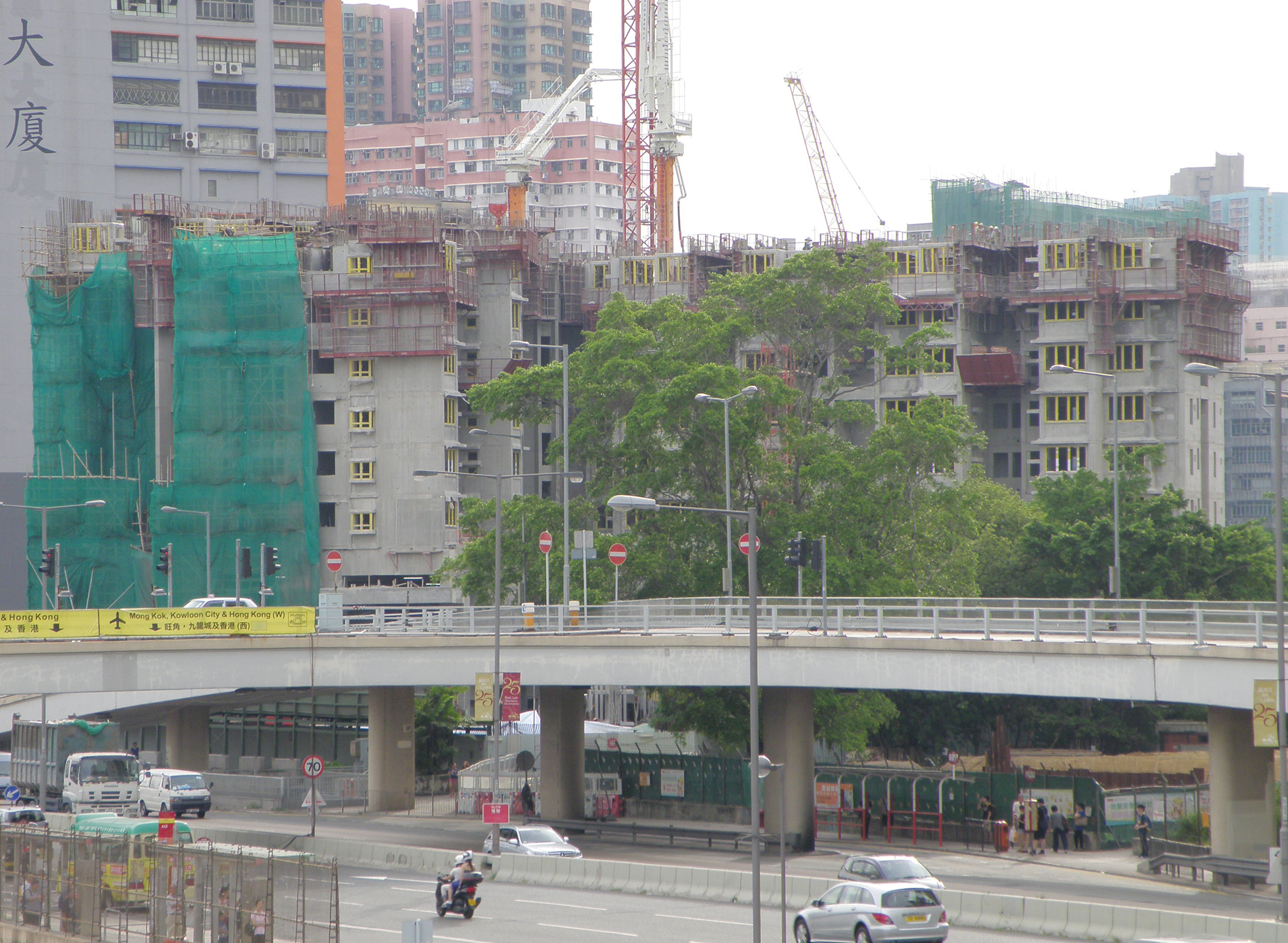
2015年7月
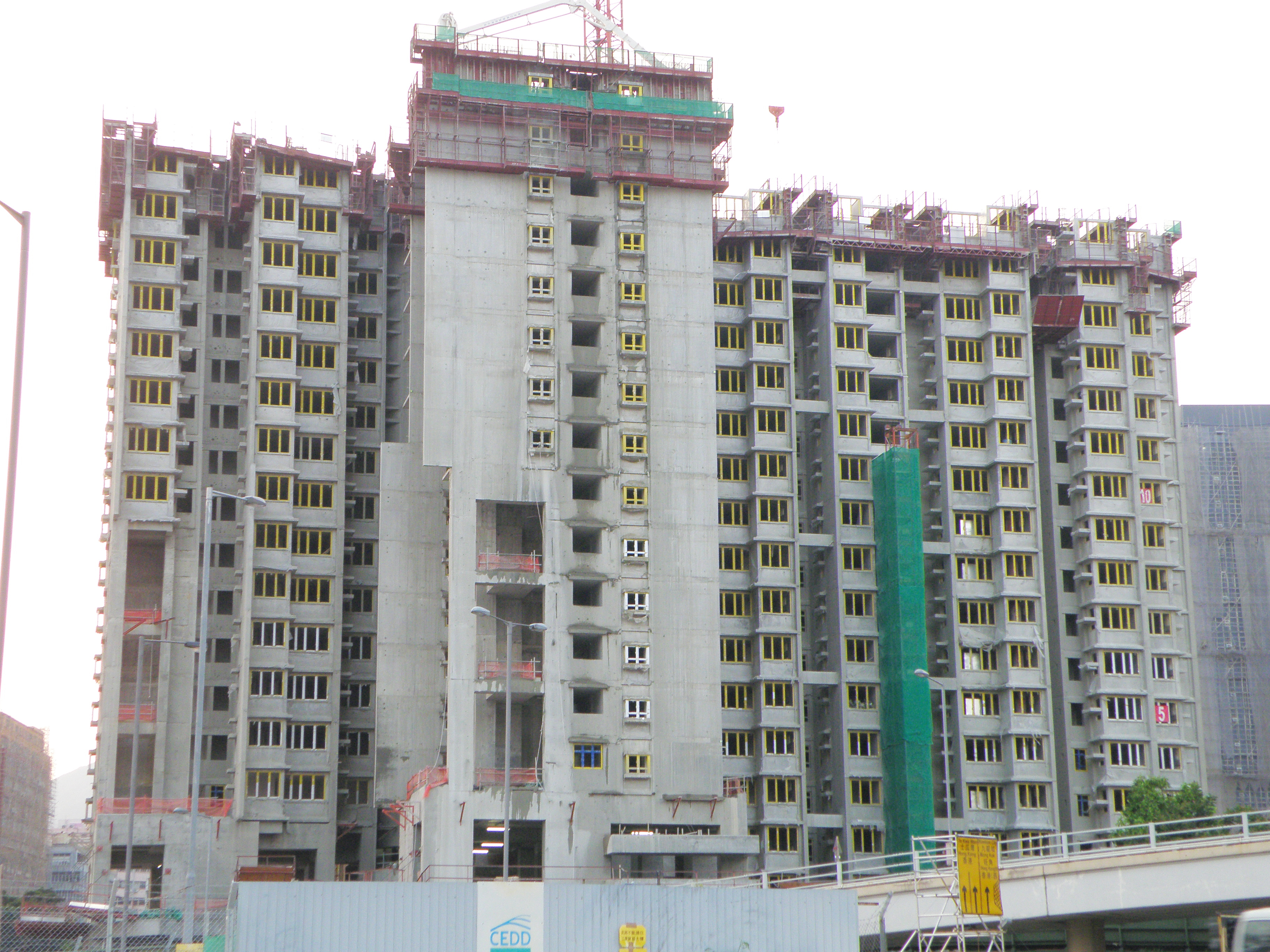
2015年9月
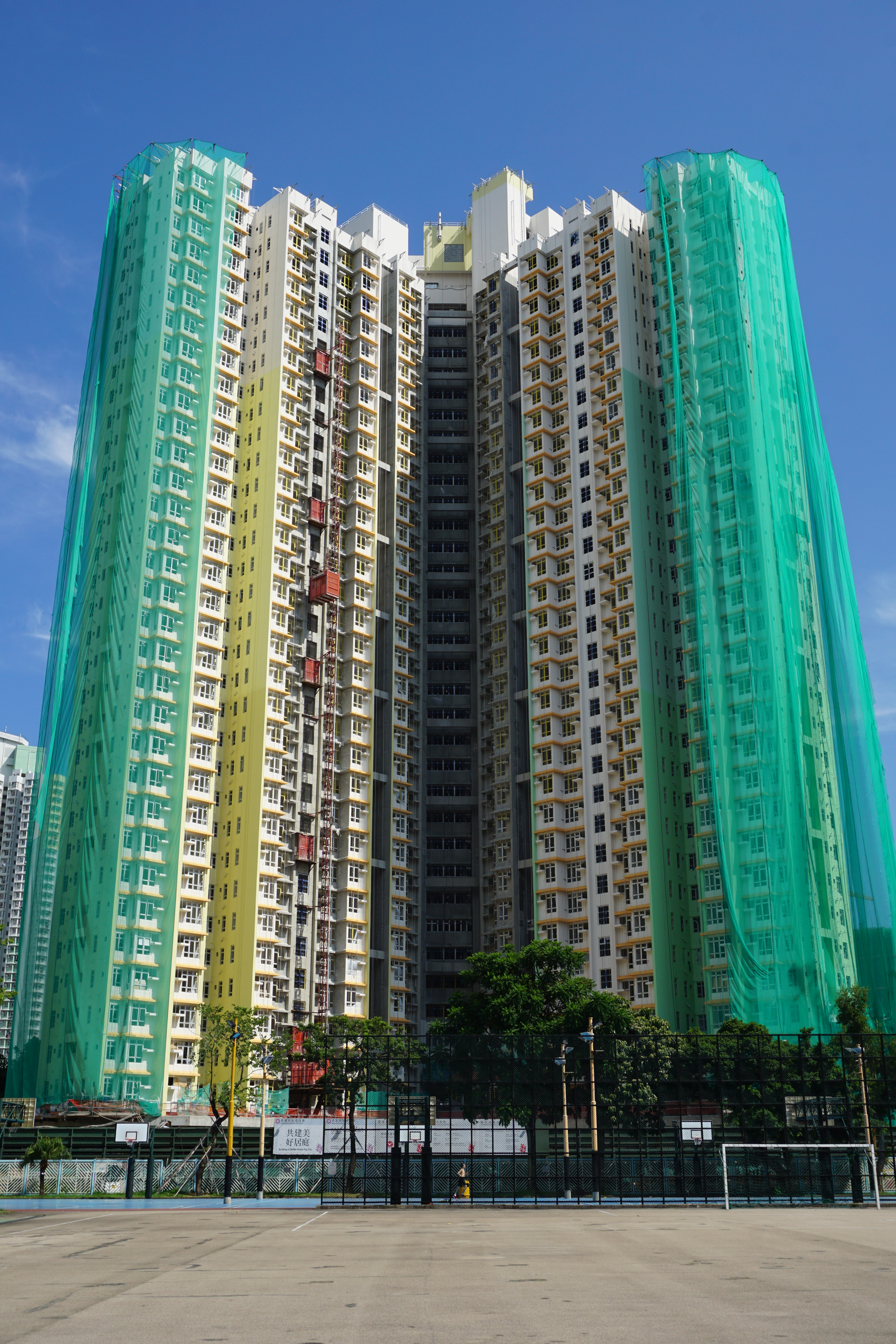
2016年7月

## 所屬區議會選區
景泰苑屬於黃大仙區議會黃大仙西選區。區議員分別是民建聯的潘卓斌及創建力量的楊諾軒。不過，由於該區地方委員會界別區議員、創建力量的雷啟蓮在附近的采頤花園設置辦事處，實際上當區區議員是雷啟蓮。

## 二手成交
2019年9月，屋苑錄得首宗二手買賣成交，一個中層實用面積293方呎的單位，原業主在2017年7月以168.1萬港元一手買入，最後以348萬港元獲綠表公務員買家承接，呎價11,877港元，扣除34.8萬港元額外印花稅及其他雜費後，原業主持貨不足三年，賬面卻大賺145.1萬港元。有學者認為公營房屋應該設更長禁售期或必須補地價轉售，以防止短期炒賣。

## 鄰近建築
- 采頤花園
- 啟德崇光百貨雙子塔
- 啟德大道公園
- 東九龍警察總部
- 彩虹邨
- 坪石邨
- 東啟德遊樂場/東啟德體育館
- Mikiki/譽·港灣
- 啟晴邨
- 德朗邨